# Triglav (mitologija)
Triglav (poljsko Trzygłów) je ime triglavega slovanskega boga, katerega čaščenje je potrjeno na Pomorjanskem in v Polabju. Kakšna, če sploh, je zveza z istoimensko slovensko goro, ne vemo. Gora je namreč lahko poimenovana neodvisno od imena boga, ker ima, gledano z Gorenjske, tri vrhove, tri glave. Pohlinova navedba boga z imenom Triglava gotovo ni povezana s severnoslovanskim bogom, temveč je prevod latinskega atributa Triceps boginje Diane.